# Жонатан Болінгі
Жонатан Болінгі (фр. Jonathan Bolingi, нар. 30 червня 1994, Кіншаса) — конголезький футболіст, нападник клубу «Бурірам Юнайтед». Відомий також за виступами за низку клубів на батьківщині, південноафриканський «Джомо Космос», та бельгійські клуби «Стандард» і «Рояль Ексель Мускрон», а також національну збірну Демократичної Республіки Конго.

## Клубна кар'єра
Жонатан Болінгі розпочав займатись футболом у кількох юнацьких командах, а в дорослому футболі дебютував 2012 року виступами за команду «Дон Боско» з Лубумбаші, в якій грав протягом двох років. Протягом кількох місяців у 2014 році футболіст грав за південноафриканську команду «Джомо Космос». Після цього Болінгі повернувся на батьківщину. де продовжив виступи за один із найсильніших клубів країни — «ТП Мазембе» з Лубумбаші. У цій команді він за три роки двічі встиг виграти чемпіонат країни, Лігу чемпіонів КАФ у 2015 році, Кубок конфедерації КАФ у 2016 році, та Суперкубок КАФ у 2016 році.
На початку 2017 року Жонатан Болінгі перейшов до бельгійського клубу «Стандард» з Льєжа. Проте в цій команді він зіграв усього 3 матчі, та на правах оренди перейшов до іншого бельгійського клубу «Рояль Ексель Мускрон», у якому виступав до кінця сезону, та став одним із основних його нападників та бомбардирів.
На початку сезону 2018—2019 Болінгі перейшов до іншого бельгійського клубу «Антверпен». Проте вже в 2019 році клуб віддав футболіста в оренду до іншого бельгійського клубу «Ейпен». Наступного року Болінгі віддали в оренду до турецького клубу «Анкарагюджю», а пізніше до швейцарського клубу «Лозанна». З 2021 року Жонатан Болінгі грає в таїландському клубі «Бурірам Юнайтед».

## Виступи за збірну
2014 року дебютував в офіційних матчах у складі збірної Демократичної Республіки Конго. У складі збірної Жонатан Болінгі став переможцем Чемпіонату африканських націй 2016 року. Також футболіст у складі збірної був учасником Кубка африканських націй 2017 року у Габоні, та Кубка африканських націй з футболу 2019 року в Єгипті.

## Особисте життя
Жонатан Болінгі є сином Мпангі Мерікані, колишнього воротаря збірної ДР Конго (грав у часи, коли вона ще називалась збірною Заїру).

## Титули і досягнення
- Чемпіон ДР Конго (2):

«ТП Мазембе»: 2013-14, 2015-16
- Володар Суперкубка ДР Конго (2):

«ТП Мазембе»: 2013, 2014
- Переможець Ліги чемпіонів КАФ (1):

«ТП Мазембе»: 2015
- Володар Суперкубка КАФ (1):

«ТП Мазембе»: 2016
- Володар Кубка конфедерації КАФ (1):

«ТП Мазембе»: 2016
- Володар Кубка Бельгії (1):

«Антверпен»: 2019-20
- Чемпіон Таїланду (2):

«Бурірам Юнайтед»: 2021-22, 2022-23
- Володар Кубка Таїланду (2):

«Бурірам Юнайтед»: 2021-22, 2022-23
- Володар Кубка тайської ліги (2):

«Бурірам Юнайтед»: 2021-22, 2022-23
Збірні
- Переможець Чемпіонату африканських націй: 2016